# Färingtjärnen
Färingtjärnen är en sjö i Härjedalens kommun i Härjedalen och ingår i Ljusnans huvudavrinningsområde. Sjön har en area på 0,0589 kvadratkilometer och ligger 435 meter över havet. Sjön avvattnas av vattendraget Stor-Färingan.

## Delavrinningsområde
Färingtjärnen ingår i det delavrinningsområde (690078-141125) som SMHI kallar för Mynnar i Veman. Medelhöjden är 461 meter över havet och ytan är 35,4 kvadratkilometer. Det finns inga avrinningsområden uppströms utan avrinningsområdet är högsta punkten. Stor-Färingan som avvattnar avrinningsområdet har biflödesordning 3, vilket innebär att vattnet flödar genom totalt 3 vattendrag innan det når havet efter 273 kilometer. Avrinningsområdet består mestadels av skog (66 procent) och sankmarker (26 procent). Avrinningsområdet har 0,15 kvadratkilometer vattenytor vilket ger det en sjöprocent på 0,4 procent.